# Dinamica Mentale
La Dinamica Mentale è un metodo di auto-miglioramento basato su tecniche mentali, orientate ad un utilizzo più consapevole delle proprie risorse psicosomatiche per migliorare studio, lavoro, relazioni, ed in generale il proprio stato di benessere e la qualità della vita.

## Storia

### Le origini
I primi studi sull'argomento risalgono agli anni 1893-1900, quando Oscar Vogt, durante le sue ricerche sul sonno e sull’ipnosi, aveva osservato che persone mediamente scolarizzate e dotate di sufficiente capacità critica, potevano ottenere «una valida condizione di distensione, di calma e di recupero» con «conseguenze positive generali, compreso un aumento della propria capacità di auto-osservazione psicologica chiarificatrice»
Successivamente, nel periodo 1908-1912, Schultz, allievo e seguace di Vogt, aveva affermato la possibilità di «determinare per mezzo di particolari esercizi fisiologico-razionali una deconnessione globale dell’organismo che, in analogia con le metodologie eteroipnotiche, permette di raggiungere le realizzazioni proprie degli stati suggestivi.» 
In seguito, Edmund Jacobson con i suoi studi sul rilassamento muscolare progressivo (PMR) pubblicati presso l'Università di Chicago nel 1938  e Maharishi Mahesh Yogi con il suo tour mondiale di lezioni sulla Meditazione Trascendentale nel 1958, diedero un'ulteriore spinta alla diffusione di questi metodi.
Sempre nel 1958, Joe Kamya, psichiatra dell’Università di Chicago, primo promotore degli esperimenti sul neurofeedback, una tecnica non invasiva derivata dal Biofeedback, nel 1958  dimostrò la possibilità di accedere allo stato meditativo mediante addestramento all'uso di tecniche mentali.

### Gli anni '60-70
Negli anni '60, Maxwell Maltz ha evidenziato come i meccanismi psicocibernetici della mente si dimostrano utili per il raggiungimento del benessere, il miglioramento della salute, una maggiore efficacia del comportamento, l'aumento della qualità della vita, una migliore gestione degli obiettivi.
Agli inizi degli anni '70, questi metodi mentali hanno cominciato a diffondersi anche in Italia: il Training Autogeno, la Meditazione Trascendentale, la Sofrologia del professor Alfonso Caycedo, il Training Alfagenico di Antony e Mary Zaffuto  ,il metodo Silva del dott. Josè Silva, che mira a raggiungere e mantenere quello stato mentale chiamato ritmo alfa di un soggetto sveglio ma completamente rilassato.
il metodo di Dinamica Mentale, è stato depositato negli USA nel 1968 da Alexander Everett come Mind Dynamics e distribuito in Italia dal 1972 in poi da Marcello Bonazzola col nome di Dinamica Mentale Base.

## I presupposti sperimentali
La dinamica mentale, al pari degli altri metodi, si basa su esperimenti che dimostrano come, una volta raggiunto uno stato di distensione e rilassamento psicofìsico, è possibile inserire nella mente umana degli schemi di affermazioni o sequenze di immagini in grado di riprogrammarla positivamente.
Essa, a differenza dei sistemi più tradizionali come il Training Autogeno che richiedono un certo tempo per acquisire la capacità di rilassarsi adeguatamente, consente di raggiungere lo stato chiamato di rilassamento totale in maniera più rapida. Questa caratteristica ha contribuito a diffonderne l'utilizzo, oltre che in alcuni percorsi di psicoterapia, come metodo autonomo di auto-sviluppo.
Il primo paese a riconoscere ufficialmente la validità della pratica costante del rilassamento furono gli Stati Uniti. Infatti già nel 1984, Il National Institute of Health la indicava, col nome di meditazione, come metodo per il trattamento dell'ipertensione leggera e dei disturbi da stress, che non necessita di terapia farmacologica 
«Con l’avanzare della ricerca sulle tecniche di rilassamento per il controllo dei disordini da stress, le prove della loro efficacia sono diventate più evidenti. I cambiamenti neuroendocrini causati dal rilassamento si sono rivelati essere più profondi di quanto fosse stato in precedenza creduto dai primi investigatori, che osservarono le tecniche di rilassamento soprattutto in termini di sollievo dalla tensione muscolare e dalla preoccupazione mentale. Ricerche biologiche più sofisticate hanno rivelato effetti profondi sulla funzione immunitaria, così come una vasta gamma di altri cambiamenti con specifiche applicazioni cliniche.» 

## La finalità del metodo
Sulla base del rilassamento psicofisico, il metodo della dinamica mentale vuole realizzare strategie educative antropocentriche aventi come obiettivo primario il benessere generale dell'individuo. Essa considera il rilassamento totale come presupposto per scaricare tensioni, recuperare energie, migliorare la salute, aumentare le facoltà cognitive e di comunicazione.
Successivamente, prevede l'utilizzo delle capacità di visualizzazione creativa dell'individuo per determinare cambiamenti migliorativi nel comportamenti, e nella vita affettiva, di lavoro e di relazione.  L'acquisizione di nuove abitudini positive comporterebbe una maggiore capacità di progettualità e problem solving, un miglioramento dell'autostima e dell’immagine di sé, la conquista di più serenità ed equilibrio interiore.

## La validità del metodo
Le tecniche di rilassamento proposte dal metodo di dinamica mentale esulano dai campi di specifica competenza medica e psicologica e non si propongono come applicazioni di tipo terapeutico. Esse si sono dimostrate una vantaggiosa integrazione dell’approccio tradizionale, come nel caso della psico-oncologia del dott. Oscar Simonton 
A ulteriore conferma del funzionamento di questi meccanismi, intervengono Giorgio Giannini e Franco Fabbro, neurofisiologi e ricercatori dell'Università di Trieste «Il rilassamento e la meditazione profonda della Dinamica Mentale, che vengono raggiunti con tecniche di autoinduzione in tempi relativamente brevi, sono facilmente constatabili e, a un livello neurofisiologico, determinano una probabile disconnessione funzionale delle attività del corpo calloso [...] Poiché disponiamo di dati sperimentali [...]  ci si può spiegare come mai alcuni stati di coscienza non ordinari, come quelli indotti dalla Dinamica Mentale Base e da altre tecniche di meditazione mediante una inibizione funzionale del corpo calloso [...] riescano a procurare al soggetto che li pratica una piacevole sensazione di  benessere crescente, unita ad un rafforzamento positivo dell'autonomia e dell'autoimmagine personale ».
Anche la PNEI - Psiconeuroendocrinoimmunologia ha contribuito alla validazione del metodo della Dinamica Mentale, grazie alla scoperta delle numerose interconnessioni tra i sistemi di regolazione del corpo umano: nervoso, endocrino, immunitario 
Anche per Candace Pert l'essere umano appare una complessa rete di scambio informazioni ed ogni aspetto fisico e psicologico dell'uomo è parte di un'unica realtà, in cui ogni cellula elabora strategie metaboliche per il benessere collettivo dell'organismo, mentre la mente è "ciò che tiene insieme la rete"
Aggiunge Mariano Bizzarri: «Qualunque immagine presentata in modo appropriato (cioè in stato di rilassamento) all'emisfero destro, acquisisce un carattere imperativo e induce il soggetto a conformarsi all'ordine ricevuto. Lo stato mentale conseguito mediante il rilassamento costituisce la condizione neurofisiologica necessaria affinché l'idea (o l'immagine) sia tradotta in un atto biologicamente  efficace» 
Numerosi altri esperimenti ed indagini svolte in ogni parte del mondo occidentale sembrano confermare la validità degli assunti e della pratica del metodo di Dinamica Mentale.